# Callopistria indica
Callopistria indica är en fjärilsart som beskrevs av Butler 1891. Callopistria indica ingår i släktet Callopistria och familjen nattflyn. Inga underarter finns listade i Catalogue of Life.